# Josué Jéhouda
Josué Koldriansky, conocido como Josué Jéhouda (Rusia, 19 de marzo de 1892 - Ginebra, Suiza, 19 de marzo de 1966) fue un escritor, periodista y militante sionista suizo de origen ruso. Escribió sus obras en francés. 
Durante la Primera Guerra Mundial luchó en la I Legión Judía. Trabajó en el Comité Sionista de Zúrich hasta 1917, cuando se produjo la Declaración Balfour por la que el gobierno británico se declaró favorable de la creación de un hogar nacional judío en el Mandato Británico de Palestina. Fundó la publicación mensual Revue juive de Ginebra. 
En 1947, participó en la delegación judía de la Conferencia de Seelisberg en la que estudiaron las causas del antisemitismo cristiano.

## Obras de Jéhouda
- Le royaume de justice: roman juif. Prólogo: André Spire. París: Aux Éditions du Monde nouveau, 1923.
- La terre promise. Collection Judaïsme. París: Rieder, 1925.
- La tragédie d'Israël. De père en fils. París: Grasset, 1927.
- La tragédie d'Israël. Miriam. París: Grasset, 1928.
- La famille Perlmutter. París: Éditions de la Nouvelle Revue Française, 1927. Coautor: Panait Istrati.
- Les cinq étapes du judaïsme émancipé. Ginebra: Éditions Synthésis, 1942.
- Histoire de la colonie juive de Genève 1843-1943. Ginebra: Éditions Synthésis, 1943.
- «Prólogo» a la Morale juive et morale chrétienne de Elie Benamozegh. Boudry-Neuchâtel: La Baconnière, 1946.
- La vocation d’Israël. Boudry-Neuchâtel: La Baconnière, 1948.
- Le monothéisme, doctrine de l'unité, 1952.
- Guglielmo Ferrero. Éditions Générales, 1954.
- Sionisme et messianisme. Ginebra: Éditions Synthesis, 1954.
- La leçon de l’histoire: Israël et la Chrétienté. Ginebra: Éditions Synthesis, 1956.
- L'antisémitisme, miroir du monde. Ginebra: Éditions Synthesis, 1958.
- Le marxisme face au monothéisme et au christianisme. Ginebra: Éditions Synthesis, 1962.
- Témoignage et confrontations en vue de surmonter la crise du monde actuel par le renouvellement du sens du monothéisme. Ginebra: Éditions Synthesis, 1962.